# Kraftsruhe
Die Kraftsruhe ist ein Naturdenkmal im Paulusviertel im südöstlichen Stadtgebiet von Darmstadt. Die Kraftsruhe ist stark bewaldet.

## Etymologie und Geschichte
Die Kraftsruhe wurde nach Friedrich Kraft (1807–1874), Präsident des Großherzoglichen Hofgerichts, benannt.
Ab 1870 ließ Friedrich Kraft den Steinberg mit Bäumen und Sträuchern bepflanzen. Von der Kraftsruhe hatte man einen herrlichen Ausblick auf die Rheinebene.
Um 1890 plante man den Bau eines Aussichtsturms, der aber nicht realisiert wurde.
1893 wurde ein hölzerner Pavillon errichtet. Der Pavillon existiert heute nicht mehr.

## Sonstiges
Nach dem Tod von Friedrich Kraft ließen seine Kollegen auf den größten der dort liegenden Findlinge eine Inschrift setzen:
„Kraft's Ruhe. Dem Andenken des Hofgerichtspräsidenten Dr. Friedrich Kraft. Gewidmet 1874“